# Mário Correia Teles de Araújo e Albuquerque
Mário Correia Teles de Araújo e Albuquerque (Viseu, 9 de março de 1898 - 5 de janeiro de 1975) foi um professor universitário, académico, advogado e político português.

## Família
Filho de Alexandre Correia Teles de Araújo e Albuquerque e de sua mulher Isabel Maria da Conceição Ribeiro de Almeida.

## Biografia
Licenciado em Direito e em Ciências Históricas e Geográficas respetivamente pela Faculdade de Direito e pela Faculdade de Letras da Universidade de Coimbra, Diplomado pela Escola Normal Superior de Lisboa, Doutor em Ciências Históricas e Professor Jubilado da Faculdade de Letras da Universidade de Lisboa, Deputado da Assembleia Nacional em várias Legislaturas, Vereador da Câmara Municipal de Lisboa, Sócio da Academia Portuguesa da História, do Centro de Estudos Históricos Ultramarinos, da Comissão Nacional da União Latina, da Comissão Nacional do Comité Internationale des Sciences Historiques, do Instituto Português de Arqueologia, Presidente da Junta Central da Causa Monárquica, etc.

## Casamento e descendência
Casou em Almada, Almada, a 18 de Junho de 1932 com sua prima em segundo grau Maria Manuela Joana Ferreira Corte Real de Albuquerque (Oliveira de Azeméis, Pinheiro da Bemposta, Casa da Bemposta, 2 de Março de 1905 - ?), 13.ª Senhora da Casa da Bemposta,2.ª Viscondessa dos Lagos, Dama de Honra e Devoção da Ordem Soberana e Militar de Malta, filha de Eduardo de Albuquerque de Quadros Corte Real e de sua mulher Olívia Adelaide Luís Ferreira Tavares Pereira da Silva, sobrinha paterna do 1.º Visconde dos Lagos e do 1.º Barão do Cruzeiro, da qual teve dois filhos e três filhas: 
- Rui Manuel Corte Real de Albuquerque (Sintra, Queluz, 7 de Outubro de 1933 - 19 de Janeiro de 2007), Professor Catedrático da Faculdade de Direito de Lisboa, Doutor em Direito, Advogado, 3.º Visconde dos Lagos
- Maria Manuela Corte Real de Albuquerque (Cascais, São Domingos de Rana, 12 de Janeiro de 1935), Licenciada em Ciências Histórico-Filosóficas, Professora efetiva do ensino preparatório, casada em Lisboa a 12 de Agosto de 1964 com Manuel José Antunes Ferreira (? - Lisboa, 8 de Março de 1979), Engenheiro, filho de José dos Santos Ferreira, Jr., Coronel, e de sua mulher Maria José de Oliveira Antunes, com geração
- Martim Eduardo Corte Real de Albuquerque (Cascais, São Domingos de Rana, 18 de Agosto de 1936), Professor Catedrático da Faculdade de Direito de Lisboa, Doutor em Direito, Advogado.
- Maria Leonor Corte Real de Albuquerque (Cascais, São Domingos de Rana, 26 de Agosto de 1939 - 2018), casada em Oliveira de Azeméis, Pinheiro da Bemposta, na Casa da Bemposta, a 9 de Setembro de 1968 com Carlos Soares Imaginário (Chamusca, Chamusca, 27 de Fevereiro de 1940), Major, filho de António Soares Imaginário e de sua mulher Rosa …, com descendência
- Maria Alexandra Corte Real de Albuquerque (Lisboa, 26 de Setembro de 1943), solteira e sem geração